# John Winthrop el Joven

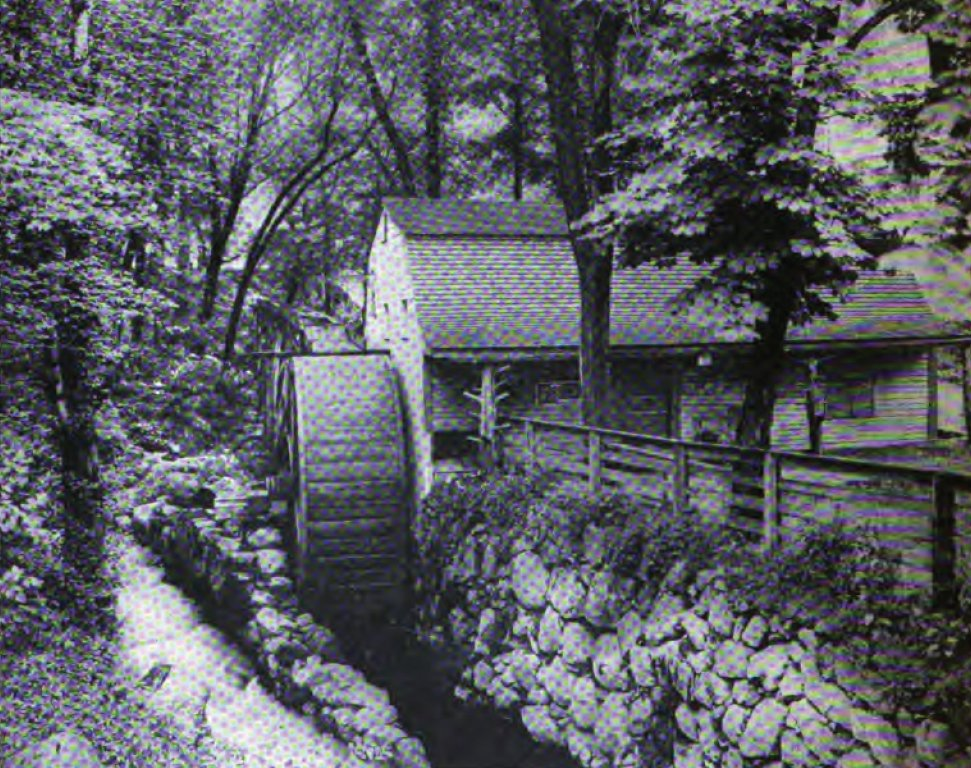
Molino Grist, construido por Winthrop en New London en 1650, tal y como aparecía en 1910.

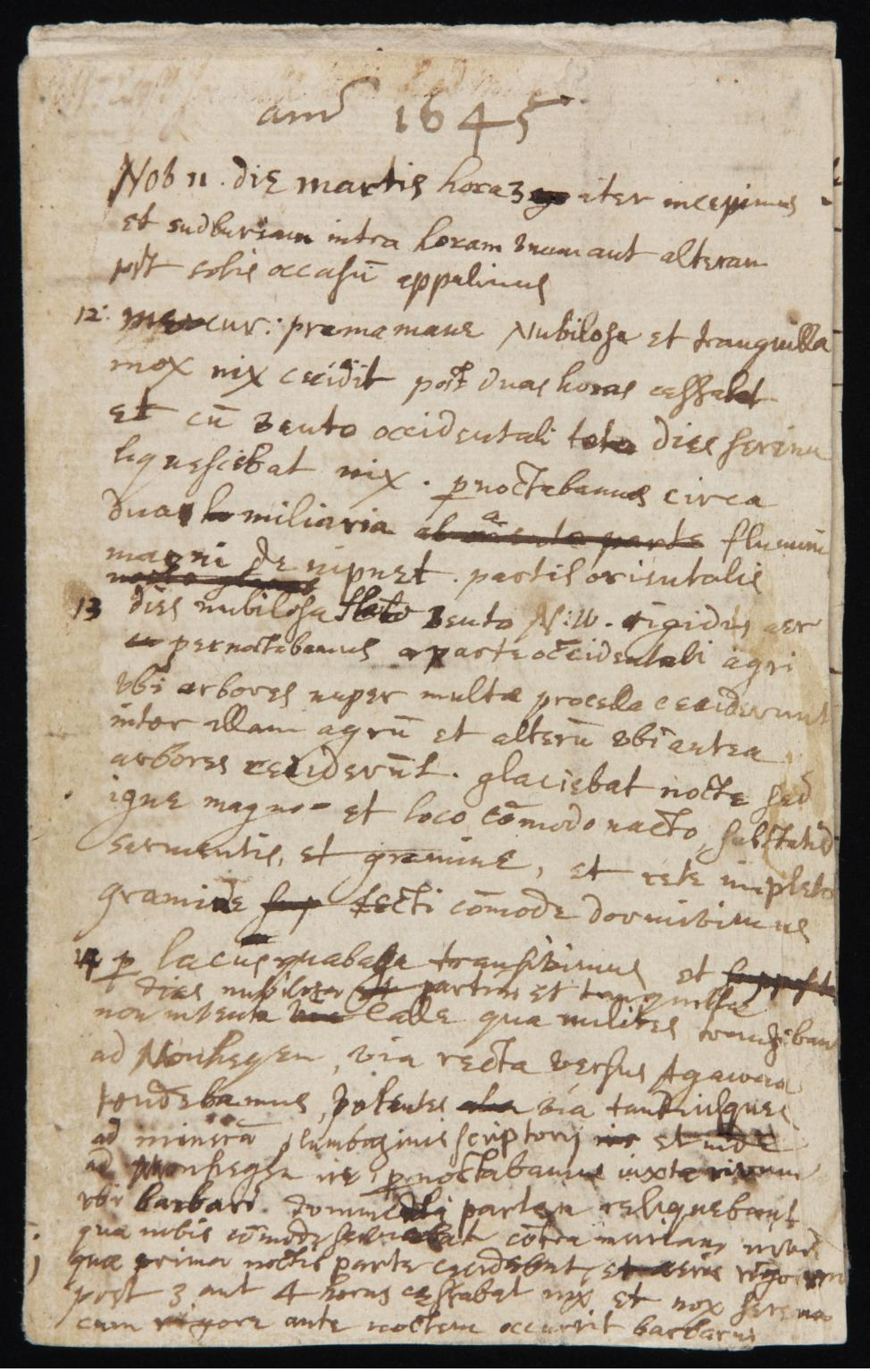
Primera página de un diario conservado de Winthrop de su viaje de Boston a Saybrook, Connecticut, en 1645.

John Winthrop el Joven (12 de febrero de 1606-6 de abril de 1676) fue gobernador de Connecticut.

## Biografía
Winthrop nació en Groton, Inglaterra, hijo de John Winthrop, gobernador fundador de la Colonia de la Bahía de Massachusetts. Fue educado en Bury St. Edmunds, en la escuela de gramática rey Eduardo VI y en el Trinity College de Dublín. Estudió derecho por poco tiempo, después de 1624 en el Inner Temple de Londres. También acompañó a la desafortunada expedición del duque de Buckingham para el alivio de los protestantes de La Rochelle, y luego viajó por Italia y Levante, volviendo a Inglaterra en 1629.
En 1631, siguió a su padre a la Bahía de Massachusetts y fue uno de los "asistentes" de la Colonia de la Bahía de Massachusetts en 1635, 1640 y 1641 y de 1644 a 1649. Fue el principal fundador de Agawam (ahora Ipswich, Massachusetts) en 1633. Fue a Inglaterra en 1634, y regresó al año siguiente como gobernador de las tierras concedidas a los señores Say, Sele y Brooke. Luego vivió durante un tiempo en Massachusetts, donde se dedicó al estudio de la ciencia y trató de interesar a los colonos en el desarrollo de los recursos minerales de la colonia.
Fue de nuevo a Inglaterra en 1641-1643 y, a su regreso, estableció las minerías de hierro en Lynn y Braintree, Massachusetts. En 1645, obtuvo un título de tierras en el sureste de Connecticut y fundó lo que ahora es New London en 1646, donde se estableció en 1650. Construyó un molino en la ciudad y se le concedió el monopolio del comercio mientras que él o sus herederos mantuvieran el molino. Este fue uno de los primeros monopolios otorgados en Nueva Inglaterra.
Se convirtió en uno de los magistrados de la colonia de Connecticut en 1651, fue gobernador de la colonia en 1657-1658, y de nuevo se convirtió en gobernador en 1659, siendo anualmente reelegido hasta su muerte. Durante su mandato como Gobernador de Connecticut, supervisó la aceptación de los Cuáqueros, que habían sido prohibidos de Massachusetts. En 1662, obtuvo la carta en Inglaterra por la cual las colonias de Connecticut y New Haven fueron unidas. Además de ser el gobernador de Connecticut, también fue uno de los comisarios de las Colonias Unidas de Nueva Inglaterra en 1675. Mientras que en Inglaterra, fue elegido como miembro de la recién organizada Royal Society. Murió el 6 de abril de 1676 en Boston, donde había ido para asistir a una reunión de los comisionados de las Colonias Unidas de Nueva Inglaterra.

## Trabajos
Winthrop contribuido con dos artículos en la Philosophical transactions de la Royal Society, de la que era miembro: "Algunas Curiosidades de Nueva Inglaterra" y "Descripción, la cultura y el uso del maíz". Su correspondencia con la Royal Society fue publicada en la serie I, vol. XVI de los Procedimientos de la Sociedad Histórica de Massachusetts.

## Familia
La segunda esposa de Winthrop fue Elizabeth Reade (1615-1672). Su hijo mayor Fitz-John Winthrop (1638-1707) sirvió como general en el ejército, como agente en Londres para Connecticut (1693-1687), y gobernador de Connecticut de 1696 hasta su muerte en 1707.
El nieto de John Winthrop, F. R. S. (1681-1747, por su segundo hijo Waitstill) se casó con Ann Dudley, hija de Joseph Dudley y nieta de Thomas Dudley, ambos gobernadores de Massachusetts. Este fue una de una serie de uniones entre las dos familias.
La hija de John y Ann, Katharine Winthrop (1711-1781) primero se casó con Samuel Browne de Salem, luego con Epes Sargent de Gloucester. Su hijo mayor fue Paul Dudley Sargent, un coronel en la Guerra de la Independencia. Su hija, Mary Winthrop (1712-1776) se casó con Gurdon Saltonstall, Jr. (1708-1785), hijo del Gobernador de Connecticut Gurdon Saltonstall (1666-1724) de la familia de Nathaniel Saltonstall de Massachusetts. Gurdon y Mary fueron los padres de Dudley Saltonstall (1738-1796), un comandante naval de la guerra de independencia, más notable por su participación en la desafortunada Expedición Penobscot.